# Killing (film)
Killing (斬、?, Zan) è un film del 2018 diretto da Shin'ya Tsukamoto.
Il film è stato distribuito per lo home video in Italia col titolo inglese, in versione originale sottotitolata.

## Trama
Mokunoshin Tsuzuki è un giovane samurai errante senza padrone. Si ferma in un villaggio di contadini poveri, per proteggerli e aiutarli a raccogliere il riso. Si tiene in esercizio incrociando la spada con Ichisuke, il figlio adolescente della famiglia che lo ospita. Un giorno si presenta al villaggio Sawamura, un samurai anziano, deciso a reclutare altri guerrieri per recarsi a Kyoto e combattere nella guerra civile. Tsuzuki accetta di seguirlo. Sawamura accoglie anche l'entusiasta ma inesperto Ichisuke, anche se Yu, sorella di quest'ultimo, è contraria. In quella, però, arrivano al villaggio anche un gruppo di fuorilegge sbandati, capeggiati da Sezaemon Genda. Tsuzuki riesce inizialmente a mantenere buoni rapporti con Genda, ma Ichisuke provoca i fuorilegge, che lo picchiano. Contro il parere di Tsuzuki, che vorrebbe mantenere la pace, Sawamura decide di difendere l'onore di Ichisuke, che è ormai uno dei suoi. Il samurai trucida così gran parte della banda di Genda. I superstiti si vendicano uccidendo Ichisuke. Yu, devastata dal dolore, spinge Tsuzuki a vendicare il fratello. Ma Tsuzuki, che non ha mai ucciso nessuno, non riesce ad affrontare i fuorilegge, che arrivano a stuprare Yu sotto gli occhi del samurai. Solo l'intervento di Sawamura li salva: l'uomo uccide Genda e gli altri banditi, rimanendo però gravemente ferito. Al momento di partire per Kyoto, però, Tsuzuki non si fa trovare. Sawamura lo insegue: Tsuzuki si è sottratto al suo dovere, e sarà quindi costretto a ucciderlo. Quando i due sono finalmente faccia a faccia, però, è Tsuzuki a uccidere Sawamura.

## Riconoscimenti
- 2018 - Mostra internazionale d'arte cinematografica
  - In competizione per il Leone d'oro al miglior film [2].